# Bastau
De Bastau is een rivier in Noordrijn-Westfalen, Duitsland die uitmondt in de Wezer. Deze kleine rivier heeft geen eenduidige bron, die ergens in de buurt van Lübbecke ontspringt.

## Geschiedenis
Tot 1904 was de Bastau onderdeel van de vestingwerken van de stad Minden, waar nog een gat in de vestingmuur is te zien waar de Bastau doorheen stroomde.